# Siquijor (kommun)
Siquijor är en ort i Filippinerna. Den är administrativ huvudort för provinsen Siquijor i regionen Centrala Visayas.
Siquijor räknas officiellt inte som stad utan är en kommun. Kommunen är indelad i 42 smådistrikt, barangayer, varav 41 är klassificerade som landsbygdsdistrikt och endast 1 som tätortsdistrikt. Hela kommunen har 21 150 invånare (folkräkning 1 maj 2000) varav centralorten har 1 257 invånare.